# جائزة كتالونيا الكبرى للدراجات النارية 2001
جائزة كتالونيا الكبرى للدراجات النارية 2001 هو سباق دراجات نارية أقيم بتاريخ 17 يونيو 2001 في حلبة دي كاتلونيا. كان الجولة السادسة من أصل 16 في سباق الجائزة الكبرى للدراجات النارية موسم 2001. فاز الإيطالي فالنتينو روسي بفئة 500 سي سي بينما جاء الإيطالي ماكس بياجي في المركز الثاني وحصل على المركز الثالث الإيطالي لوريس كابيروسي. حضر 84,000 شخص السباق.

## وصلات خارجية
- الموقع الرسمي